# Xinguara
Xinguara ist eine Stadt im Südosten des brasilianischen Bundesstaates Pará mit gut 40.000 Einwohnern.
Der Flugplatz des Ortes Aeroporto de Xinguara trägt den IATA-Flughafencode XIG.

## Persönlichkeiten
- Cleyton Coelho dos Santos (* 1988), Fußballspieler